# The Other Side of Aspen
The Other Side of Aspen és una pel·lícula pornogràfica gai estatunidenca del 1978 produïda per Falcon Studios, dirigida per Matt Sterling, protagonitzada per Casey Donovan, Al Parker i Dick Fisk. La pel·lícula consta d'escenes de sexe filmades al Lake Tahoe, Califòrnia, intercalades amb escenes de diàlegs rodades a San Francisco. The Other Side of Aspen va ser el primer llargmetratge de Falcon, destacat com una de les primeres pel·lícules per a adults distribuïdes en videocassette.
La pel·lícula va ser un èxit de crítica i comercial quan es va estrenar, i va marcar un punt d'inflexió en el desenvolupament de la indústria de la pornografia gai. Els seus alts valors de producció, en gran manera sense precedents en aquell moment, van fer que els llançaments d'estil cinematogràfic es convertís en la norma a la indústria de la pornografia gai. La pel·lícula va popularitzar una estètica del porno gai macho que es mantindria àmpliament popular durant dècades després de l'estrena de la pel·lícula.

## Argument
A San Francisco, un instructor d'esquí (Jeff Turk) li explica al seu amic (Mike Flynn) un incident particular que va passar durant la seva recent visita a Aspen (Colorado). Mentre viatjava per donar instruccions a dos clients (Al Parker i Casey Donovan), va presenciar dos homes (Chad Benson i Dick Fisk) fent relacions sexuals en una cabana. En arribar al seu destí, va trobar que els seus clients també tenien relacions sexuals; posteriorment se'ls uneixen els homes de la cabina i l'instructor en una orgia. Després d'haver explicat la història, l'instructor comenta que està excitat; exposa el seu penis al seu amic, que l'agafa.

## Repartiment
- Casey Donovan[2]
- Al Parker
- Dick Fisk
- Chad Benson
- Jeff Turk
- Mike Flynn

## Producció

### Desenvolupament
Chuck Holmes va fundar Falcon Studios el 1972, llançant la companyia amb la compra tres curtmetratges de pornografia gai del director Matt Sterling i una llista de correu per a adults per 4,200 dòlars estatunidencs. La fundació de Falcon com a empresa de pornografia que feia negocis principalment a través de la venda per correu va ser un reflex de la mercat emergent del video domèstic, que va proporcionar les condicions per la comercialització i la professionalització de la indústria de la pornografia gai mitjançant l'establiment d'un sistema d'estudis que arribaria a dominar la producció i distribució de la pornografia gai a partir de mitjans de la dècada de 1970. El primer llançament de Falcon, el curtmetratge de 1972 Johnny Harden and the Champs, va definir l'estètica de l'estudi d'"homes reals" amb "cossos atlètics naturals" que es repetirien en moltes de les pel·lícules posteriors de l'estudi.
A la tardor de 1977, el càmera de Falcon, Colin Meyer, va suggerir a Holmes que l'estudi produís una pel·lícula amb "totes les icones del porno més grans d'aquella època": Casey Donovan, l'estrella de Boys in the Sand (1971) i la primera estrella porno gai; Al Parker, un model popular del rival de Falcon Colt Studios que havia aparegut en diverses pel·lícules de Falcon; i el prometedor Dick Fisk. La pel·lícula es va comercialitzar com el primer llançament de la línia Falcon Video Pac, amb el títol The Other Side of Aspen escollit després que un empleat de Falcon suggerís fer "una pel·lícula a la neu".

### Rodatge
Les escenes d'esquí i de sexe de The Other Side of Aspen es van rodar a Lake Tahoe, Califòrnia. Holmes feia viatges d'esquí regularment i filmava escenes per a l'estudi en un d'aquests viatges perquè pogués reclamar les vacances com a canalització. L'escenari de la pel·lícula d'Aspen (Colorado) fa referència a la popularitat de la ciutat com a destinació per a turistes LGBT; el 1979, la ciutat va ser el primer municipi de Colorado a aprovar una ordenança de no discriminació, i des d'aleshores ha organitzat anualment la Setmana d'esquí gai d'Aspen des del mateix any.
Aleshores, les pel·lícules pornogràfiques gais eren habitualment bucles de pel·lícules d'una sola escena de vuit a 10 minuts que es van rodar i s'estrenaven individualment en pel·lícula de 8 mm; The Other Side of Aspen es va rodar de manera semblant a quatre escenes individuals. Després d'acabar el rodatge a Lake Tahoe, Holmes, Sterling i el cofundador de Falcon, Vaughn Kincey, van optar per rodar escenes addicionals de diàleg a San Francisco. Les escenes de diàleg es van editar entre les escenes de sexe (una indústria pràctica que ara es coneix com a "webbing"), donant a la pel·lícula una narració amb argument i continuïtat, i fent de The Other Side of Aspen el primer llargmetratge publicat per Falcon.
Donovan i Parker es van conèixer per primera vegada mentre volaven al llac Tahoe per rodar la pel·lícula. La primera escena de sexe de la pel·lícula entre Donovan i Parker va ser improvisada; la trobada va ser filmada després que els actors comencessin a tenir relacions sexuals per si mateixos durant una sessió de fotografia fixa. Durant la trobada, Parker va penetrar anb el puny Donavan; això es va tallar de l'estrena original de la pel·lícula el 1978, però es va incloure a la seva reestrena del 2002. Després de concloure el rodatge, Fisk i Benson van mantenir una relació romàntica.

## Recepció i llegat

### Resposta crítica i comercial
The Other Side of Aspen va ser un gran èxit de crítica i comercial en el seu llançament, i el TLA Entertainment Group la va descriure com "una de les millors pel·lícules per adults gais mai fetes". El director d'altporn Black Spark ha comentat positivament The Other Side of Aspen, descrivint favorablement les qualitats nostàlgiques de la pel·lícula en comparació amb l'"avorrida" pornografia contemporània. Un curtmetratge documental sobre la pel·lícula, Another Side of Aspen, va ser produït per Falcon el 2011 per promoure l'estrena de The Other Side of Aspen VI. El documental està dirigit per Michael Stabile, rodat per Ben Leon i produït per Jack Shamama; les imatges del documental es van utilitzar més tard al llargmetratge documental de Stabile del 2015 Seed Money: The Chuck Holmes Story.
Pel 1993 s'havien venut 45.000 còpies de The Other Side of Aspen, convertint-la en la pel·lícula de pornografia gai més venuda en aquell moment i amb els ingressos més elevats de la història corporativa de Falcon fins aquell moment. El seu èxit va portar a Falcon a publicar el seu catàleg posterior de més de 200 bucles de pel·lícules en vídeo domèstic durant els anys posteriors a l'estrena de la pel·lícula, així com produir material nou exclusivament en vídeo domèstic. Per tant, Falcon es trobava en una posició única per explotar el mercat del vídeo domèstic d'una manera que no ho estaven els seus competidors, i John R. Burger va assenyalar que "la transferència de cintes de vídeo i el posterior empaquetat, màrqueting i distribució del vídeo és un procediment costós. No podent competir en aquest nou mercat, moltes empreses van deixar el negoci."
El 2002, la reestrena de la pel·lícula va guanyar el millor DVD gai clàssic als GayVN Awards, i el millor vídeo clàssic als Grabby Awards.

### Impacte
The Other Side of Aspen es considera un punt d'inflexió per al desenvolupament de la pornografia gai com a gènere i indústria: els seus alts valors de producció no tenien precedents en aquell moment, i els llançaments d'estil cinematogràfic es convertirien en la norma a la indústria de la pornografia gai arran de l'èxit de The Other Side of Aspen. La pel·lícula va consolidar el llegat de Donovan i Parker, amb l'escriptor Jeffrey Escoffier assenyalant que la pel·lícula "va tornar a posar Donovan en el punt de mira i va confirmar l'estat celeste de Parker".
A la pel·lícula se li atribueix la popularització de l'estètica de l'estrella del porno gai macho que es mantindria àmpliament popular durant les dècades posteriors a l'estrena de la pel·lícula, que Holmes va descriure com la seva resposta a l'aspecte "descarat" de les stag films de la dècada de 1960. Escoffier escriu que The Other Side of Aspen "va cristal·litzar la visió de Chuck Holmes de la pel·lícula eròtica […] va assenyalar la culminació de l'ethos sexual macho gai, la confirmació del cos ideal masculí gai -jove, complexió de nedador, sense tatuatges i poc pèl- i la codificació de les pel·lícules de porno gai com a gènere". Mercer coincideix, assenyalant:
| « | L'ambició creativa d'Holmes, famosa, era poc més que produir pornografia amb artistes amb els peus nets. Aquesta aparent modèstia desmenteix fins a quin punt la seva visió personal informaria de la direcció comercial i estètica que prendria Falcon Studios i bona part dels seus competidors farien posteriorment: cap a un èmfasi creixent en una visió de "neteja", valors de producció professional, una producció polida, genèrica, estètica i homogeneïtzada. | » |

L'estètica de The Other Side of Aspen és examinada més per Lynda Johnston, que assenyala que l'entorn d'una estació d'esquí exclusiva "carregada de significants de riquesa" emfatitza encara més aquest to polit i professional. Whitney Strub argumenta de la mateixa manera que The Other Side of Aspen va ser "un presagi de la modalitat dominant emergent del hardcore gai", ja que el gènere es va allunyar del material fetitxista típic de principis i mitjans dels anys setanta i cap a "una estilització suau" i "una masculinitat més estandarditzada." Strub assenyala com l'eliminació de l'escena de fisting de The Other Side of Aspen va formar part d'un esforç més ampli de Falcon va començar a la dècada de 1980 per allunyar-se dels vídeos fetitxes i kink que va produir a principis de la dècada de 1970; l'empresa va començar a restar èmfasi en aquest contingut als seus catàlegs de comandes per correu abans d'eliminar-lo completament, una tendència que Strub assenyala més tard es va veure agreujada pel "fanatisme moralista Nova Dreta" i "els seus ecos interioritzats en el boc expiatori del cuir, la torsió, i comunitats de fisting "arran de l'epidèmia del VIH/sida.

### Estrena
The Other Side of Aspen es va comercialitzar molt abans del seu llançament (un enfocament atípic per a les pel·lícules per a adults gai en el moment), amb targetes de reserva i un fulletó que promocionava la pel·lícula enviada als principals clients de la llista de correu de Falcon. La pel·lícula s'estrenaria en tots els formats de mitjans existents de l'època: estàndard 8 mm,  Super 8, Sound 8, VHS i Betamax, fent de The Other Side of Aspen one of the first adult films to be released on videocassette. una de les primeres pel·lícules per a adults que es van estrenar en videocassette La pel·lícula va ser reestrenada en DVD l'any 2001, convertint-se en la primera pel·lícula que Falcon Studios va publicar en DVD; John Holmes assenyala que Falcon va adoptar tardanament el format DVD, ja que l'estudi va ser "especialment cautelós sobre la viabilitat comercial" del mitjà. Es va fer una versió remasteritzada de la pel·lícula llançada el 2014.

## Seqüeles
Falcon ha produït un total de cinc seqüeles de "The Other Side of Aspen" i sovint les protagonitzen els intèrprets més populars de l'època de la pel·lícula. Michael Joseph Gross argumenta que la franquícia ha anat "principalment costa avall", ja que "l'ideal de bellesa masculina de Falcon s'ha creat de manera transparent" amb "cossos que semblen cada cop més ficticis", en contrast amb l'aspecte naturalista dels actors de la pel·lícula original de 1978.
- The Other Side of Aspen II (1985), dirigida per Matt Sterling[6][a]
- The Other Side of Aspen III: Snowbound (1995), dirigida per John Rutherford[27][28]
- The Other Side of Aspen IV: The Rescue (1995), dirigida per John Rutherford[29][30]
- The Other Side of Aspen V (2001), dirigida per John Rutherford[31]
- The Other Side of Aspen VI (2011), dirigida per Chris Ward[32]